# سارات (ذي السفال)

تعديل مصدري - تعديل

سارات محلة تابعة لقرية العارضة، التابعة لعزلة السيف بمديرية ذي السفال إحدى مديريات محافظة إب في الجمهورية اليمنية، بلغ تعداد سكانها 63 حسب تعداد اليمن لعام 2004.